# Gottfrid Svensson
Gottfrid Svensson (n. 13 mai 1889, Uppsala, Uppsala län, Suedia – d. 19 august 1956, Stockholm, Suedia) a fost un luptător ce a reprezentat Suedia, medaliat olimpic. A participat la 2 ediții ale Jocurilor Olimpice (1912, 1920) în care a câștigat o medalie de argint.